# Xenocharax
Genre
Xenocharax est un genre de poissons téléostéens de la famille des Distichodontidae et de l'ordre des Characiformes. Le genre Xenocharax est mono-typique, c'est-à-dire qu'il n'est composé que d'une seule espèce, Xenocharax spilurus.

## Liste d'espèces
Selon FishBase (22 juin 2015):
- Xenocharax spilurus Günther, 1867